# Dreieck Bunde
De Dreieck Bunde is een knooppunt in de regio Oost-Friesland in de Duitse deelstaat Nedersaksen. Op dit omgekeerde trompetknooppunt ten zuidoosten van Bunde sluit de A280 komend vanaf de Nederlandse grens bij Bad Nieuweschans, aan op de A31 (Emden-Dreieck Bottrop).

## Geografie
Het knooppunt ligt in de gemeenten Bunde en Weener in het Landkreis Leer. Nabijgelegen wijken zijn Tichelwarf, Holthusen en Möhlenwarf van Weener en Bunde-Ort van Bunde. Het knooppunt ligt ongeveer 15 km ten zuidwesten van Leer, ongeveer 55 km ten noorden van Meppen en ongeveer 50 km ten oosten van Groningen. Ongeveer 5 kilometer ten westen van het knooppunt sluit de A 280 bij de Nederlands-Duitse grens aan op de Autosnelweg A7 richting Groningen en Amsterdam.

## Rijstroken
Nabij het knooppunt hebben beide snelwegen 2x2 rijstroken. Alle verbindingsbogen hebben één rijstrook.

## Verkeersintensiteiten
In 2010 werd het knooppunt dagelijks door ongeveer 25.000 voertuigen gebruikt. 
| Van                   | Naar                | Gemiddeld aantal voertuigen per dag | Percentage vrachtverkeer |
| --------------------- | ------------------- | ----------------------------------- | ------------------------ |
| AS Weener (A 31)      | AD Bunde            | 20.500                              | 12,8 %                   |
| AD Bunde              | AS Papenburg (A 31) | 16.500                              | 09,6 %                   |
| AS Bunde-West (A 280) | AD Bunde            | 09.800                              | 18,2 %                   |

| Aansluitende wegen            | Aansluitende wegen | Aansluitende wegen                                | Aansluitende wegen | Aansluitende wegen |
| ----------------------------- | ------------------ | ------------------------------------------------- | ------------------ | ------------------ |
|                               |                    | richting Weener / Leer / Emden Oldenburg / Bremen |                    |                    |
|                               |                    |                                                   |                    |                    |
| richting Bunde-West Groningen |                    |                                                   |                    |                    |
|                               |                    |                                                   |                    |                    |
|                               |                    | richting Papenburg / Meppen                       |                    |                    |